# Argonaute-Klasse (1781)
Die Argonaute-Klasse war eine Klasse von zwei 74-Kanonen-Linienschiffen 2. Ranges der französischen Marine, die von 1781 bis 1798 in Dienst standen.

## Allgemeines
Die im Juni 1779 georderten Schiffe wurde von dem ingénieur-constructeur en chef François-Guillaume Clairain des Lauriers des Marinearsenals in Rochefort entworfenen und waren eine verlängerte Version der Linienschiffe der Scipion-Klasse, die sich als topplastig erwiesen hatten. Da ihr Konstrukteur am 10. Oktober 1780 verstorben war, wurde ihre Fertigstellung durch dessen Nachfolger Jean-Denis Chevillard überwacht.
Zwischen Dezember 1793 und Mai 1794 wurden beide Schiffe zu schweren Fregatten (Razee) umgebaut.

## Einheiten
| Name                           | Bauwerft             | Bestellung | Kiellegung   | Stapellauf   | Indienststellung | Verbleib |
| ------------------------------ | -------------------- | ---------- | ------------ | ------------ | ---------------- | --- |
| Argonaute Filibuster (ab 1794) | Arsenal de Rochefort | 1779       | August 1779  | 5. Juni 1781 | Dezember 1781    | 1793–94 zur 42-Kanonen-Fregatte (Razee) umgebaut, ab Dezember 1795 Verwendung als Hulk und später abgebrochen |
| Brave                          | Arsenal de Rochefort | 1779       | Oktober 1779 | 6. Juni 1781 | November 1781    | 1793–94 zur 52-Kanonen-Fregatte (Razee) umgebaut, ab Januar 1798 Verwendung als Hulk und später abgebrochen   |

## Technische Beschreibung
Die Klasse war als Batterieschiff mit zwei durchgehenden Geschützdecks konzipiert und hatte eine Länge von 55,22 Metern (Geschützdeck), eine Breite von 14,29 Metern und einen Tiefgang von 7,15 Metern. Sie waren Rahsegler mit drei Masten (Fockmast, Großmast und Besanmast). Der Rumpf schloss im Heckbereich mit einem Heckspiegel, in den Galerien integriert waren, die in die seitlich angebrachten Seitengalerien mündeten.
Die Besatzung hatte eine Stärke von 658 bis 751 Mann. Die Bewaffnung der Klasse bestand bei Indienststellung aus 74 Kanonen.
|        | Unteres Batteriedeck | Oberes Batteriedeck | Backdeck      | Achterdeck     | Kanonen (Geschossgewicht) |
| ------ | -------------------- | ------------------- | ------------- | -------------- | ------------------------- |
| Design | 28 × 36-Pfünder      | 30 × 18-Pfünder     | 4 × 8-Pfünder | 12 × 8-Pfünder | 74 Kanonen (410 kg)       |

## Bemerkungen
1. ↑  Die französische Einteilung in Rangklassen wich von der britischen ab. Zum Zeitpunkt der Indienststellung der Argonaute-Klasse waren französische Schiffe Zweiten Ranges Zweidecker mit 74 Kanonen.